# Волков, Александр Николаевич (легкоатлет)
Алекса́ндр Никола́евич Во́лков (род. 6 июля 1976, Краснодар) — российский легкоатлет, специалист по бегу на короткие дистанции. Выступал на профессиональном уровне в 1998—2012 годах, член сборной России, многократный победитель и призёр первенств национального значения, участник ряда крупных международных стартов, в том числе чемпионата мира в Осаке. Представлял Краснодарский край. Мастер спорта России международного класса.

## Биография
Александр Волков родился 6 июля 1976 года в Краснодаре. Окончил Кубанский государственный аграрный университет.
Занимался лёгкой атлетикой в местной секции, был подопечным тренера Михаила Фёдоровича Гладыря.
Впервые заявил о себе на всероссийском уровне в сезоне 1998 года, выступив на зимнем и летнем чемпионатах России в Москве.
В 2002 году с командой Краснодарского края одержал победу в эстафете 4 × 100 метров на чемпионате России в Чебоксарах.
В 2003 году в той же дисциплине победил на чемпионате России в Туле.
На чемпионате России 2004 года в Туле выиграл бронзовую медаль в индивидуальном беге на 100 метров и в третий раз подряд превзошёл всех соперников в эстафете 4 × 100 метров.
В 2005 году на соревнованиях в Туле стал четырёхкратным чемпионом России в эстафете 4 × 100 метров.
В 2006 году в беге на 60 метров взял бронзу на зимнем чемпионате России в Москве, в составе российской национальной сборной стартовал на чемпионате мира в помещении в Москве.
Благодаря череде удачных выступлений в 2007 году удостоился права защищать честь страны на чемпионате мира в Осаке, стартовал на предварительном квалификационном этапе эстафеты 4 × 100 метров, при этом выйти в финал россиянам не удалось.
В 2008 году стал бронзовым призёром в дисциплине 60 метров на зимнем чемпионате России в Москве, выиграл эстафету 4 × 100 метров на летнем чемпионате России в Казани.
В 2009 году на зимнем чемпионате России в Москве стал четвёртым в эстафете 4 × 200 метров (позднее в связи с дисквалификацией команды Санкт-Петербурга переместился в итоговом протоколе на третью позицию). На летнем чемпионате России в Чебоксарах в шестой раз одержал победу в эстафете 4 × 100 метров.
В 2011 году на чемпионате России по эстафетному бегу в Сочи завоевал бронзовые награды в смешанных эстафетах 400 + 300 + 200 + 100 и 800 + 400 + 200 + 100 метров.
На чемпионате России 2012 года в Чебоксарах стал серебряным призёром в эстафете 4 × 100 метров и по окончании сезона завершил спортивную карьеру.
За выдающиеся спортивные достижения удостоен почётного звания «Мастер спорта России международного класса».